# Lacaille 8760
Pour les articles homonymes, voir Lacaille.
Désignations
Lacaille 8760, également connue comme AX Microscopii ou Gliese 825, est une étoile naine rouge dans la constellation du Microscope. Bien qu'elle soit la naine rouge la plus brillante du ciel, elle reste légèrement trop faible pour être visible à l'œil nu[réf. nécessaire] (magnitude 6,68 ; au lieu de ~6,5 au minimum), cette étoile est l'une des plus proches du Soleil à une distance de ∼ 12,95 a.l. (∼ 3,97 pc).

## Découverte
Elle fut inscrite pour la première fois dans un catalogue de 1763 qui fut publié à titre posthume par l'abbé français Nicolas-Louis de Lacaille. Il observa cette étoile dans le ciel austral à partir d'un observatoire situé au Cap de Bonne-Espérance.

## Caractéristiques
Lacaille 8760 est une naine rouge de type spectral M1V. Dans le passé, elle a fait l'objet de multiples classements différents entre les types spectraux allant de K7 à M2. En 1979, l'astronome irlandais Patrick Byrne découvrit que c'était une étoile éruptive. Elle reçut la désignation d'étoile variable AX Microscopii. En tant qu'étoile éruptive elle est toutefois relativement calme.
Cette étoile gravite autour de la galaxie sur une orbite elliptique avec une excentricité assez forte de 0,23. Son approche au plus près du Soleil eut lieu il y a environ 20 000 ans.[réf. souhaitée] 

C'est l'une des plus grandes et plus brillantes naines rouges connues (à la limite de la catégorie supérieure), avec un diamètre de 51 % de celui du Soleil (soit d'environ 720 000 km). Son âge serait estimé comme comparable à celui de notre système solaire, soit 4,6 milliards d'années.[réf. souhaitée]. Mais avec une masse de l'ordre de 0,6 masse solaire, elle a une durée de vie estimée à environ 75 milliards (7,5×1010) d'années, soit (environ) 7 fois celle du Soleil.

## Recherche de compagnons planétaires
En dépit des efforts des astronomes, aucune planète n'a encore été détectée en orbite autour de cette étoile.[réf. souhaitée]

## Voir également